# Stetten (Neresheim)
Stetten ist ein Stadtteil der Kleinstadt Neresheim im Ostalbkreis im äußersten Osten Baden-Württembergs.

## Geographie und Klima

### Geographische Lage
Stetten liegt nordwestlich des Stadtkerns von Neresheim auf dem Härtsfeld, einer Jurahochfläche der östlichen Schwäbischen Alb. Der Ort liegt in direkter südlicher Nähe zur Landesstraße 1084. Die B 466 verläuft südlich und die A 7 westlich jeweils in wenigen Kilometern Entfernung. Unweit nordwestlich des Ortskerns liegt der Flugplatz Aalen-Heidenheim.

### Klima
Das Klima auf dem Härtsfeld liegt aufgrund der exponierten Hochlage auf der östlichen Schwäbischen Alb einigen Besonderheiten. So sind die Sommer zumeist heiß und trocken, die Winter feucht und sehr kalt. Regelmäßig werden auf dem Härtsfeld die größten Schneemengen des Ostalbkreises gemessen.

## Kultur und Sehenswürdigkeiten

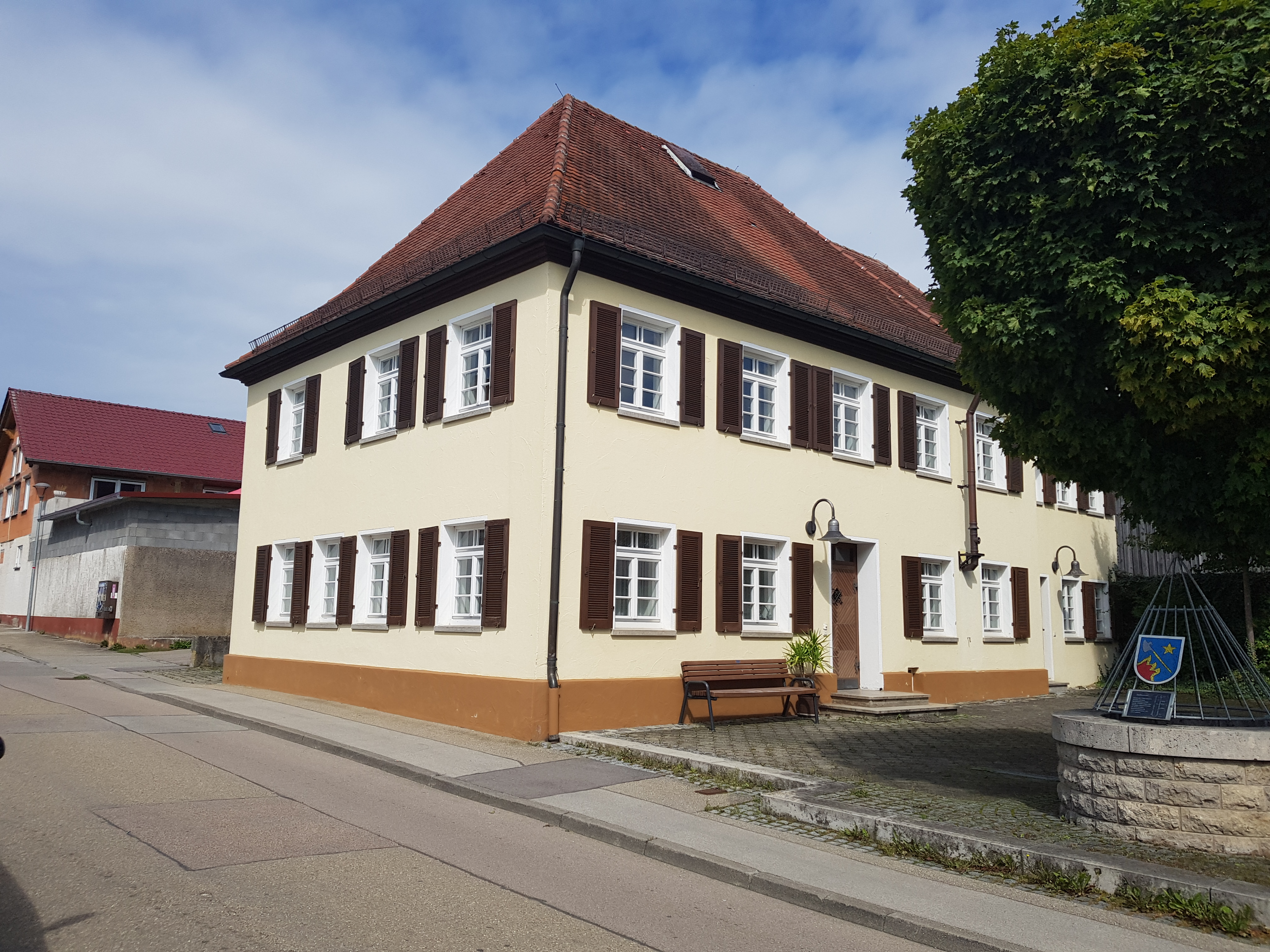
Ehemaliges Schulhaus

### Bauwerke
Die Kirche im Ortskern wurde 1749 erbaut und ist der Hl. Maria, St. Florian und Wendelin geweiht. In der Kirche befinden sich drei Barockaltäre aus der älteren Neresheimer Klosterkirche. Direkt neben der Kirche befindet sich das ehemalige Schulhaus (erbaut 1783), das sogenannte Benefiziathaus, das heute für verschiedene Veranstaltungen genutzt wird.
Zwischen der Ortskirche und dem ehemaligen Schulhaus befindet sich ein ca. 26 m tiefer Brunnen, der alljährlich zu Ostern festlich geschmückt wird. Bis zum Anschluss an die öffentliche Kanalisation und Frischwasserversorgung im frühen 20. Jahrhundert sicherte er die Versorgung der örtlichen Bevölkerung mit frischem Wasser.

### Musik
Der Liederkranz Stetten wurde 1922 als Männergesangverein unter der Leitung von Lehrer Josef Rief und Vorstand Xaver Mettenleiter gegründet. Im Jahr 1997 fand auf dem örtlichen Spielplatz ein dreitägiger Festakt zum 75-jährigen Jubiläum des Liederkranzes statt. Derzeitiger Leiter des Liederkranzes ist Dietmar Mettenleiter.

### Regelmäßige Veranstaltungen
Der Liederkranz Stetten veranstaltet jährlich zur Faschingszeit einen Faschingsball im ehemaligen Schulhaus. Zum 1. Mai findet eine traditionelle Maibaumhocketse statt. Ende Mai dann findet das jährliche Dorfbrunnenfest statt, das mit Frühschoppen, reichhaltigem Mittagstisch, Kaffee, Kuchen und Vesper regelmäßig zahlreiche Besucher anzieht.

## Geschichte
Im Jahre 1152 wird Stetten erstmals als „Stetehim“ unter den Besitztümern des Klosters Neresheim erwähnt. 1764 trat das Kloster Neresheim den Ort an Öttingen-Wallerstein ab.